# Hommage national
 (août 2015).
L'hommage national ou l'Hommage de la Nation, est une désignation officielle en France pour une distinction d'honneur exceptionnelle, rendu à un ou plusieurs défunts à l'occasion d'obsèques.

## Description

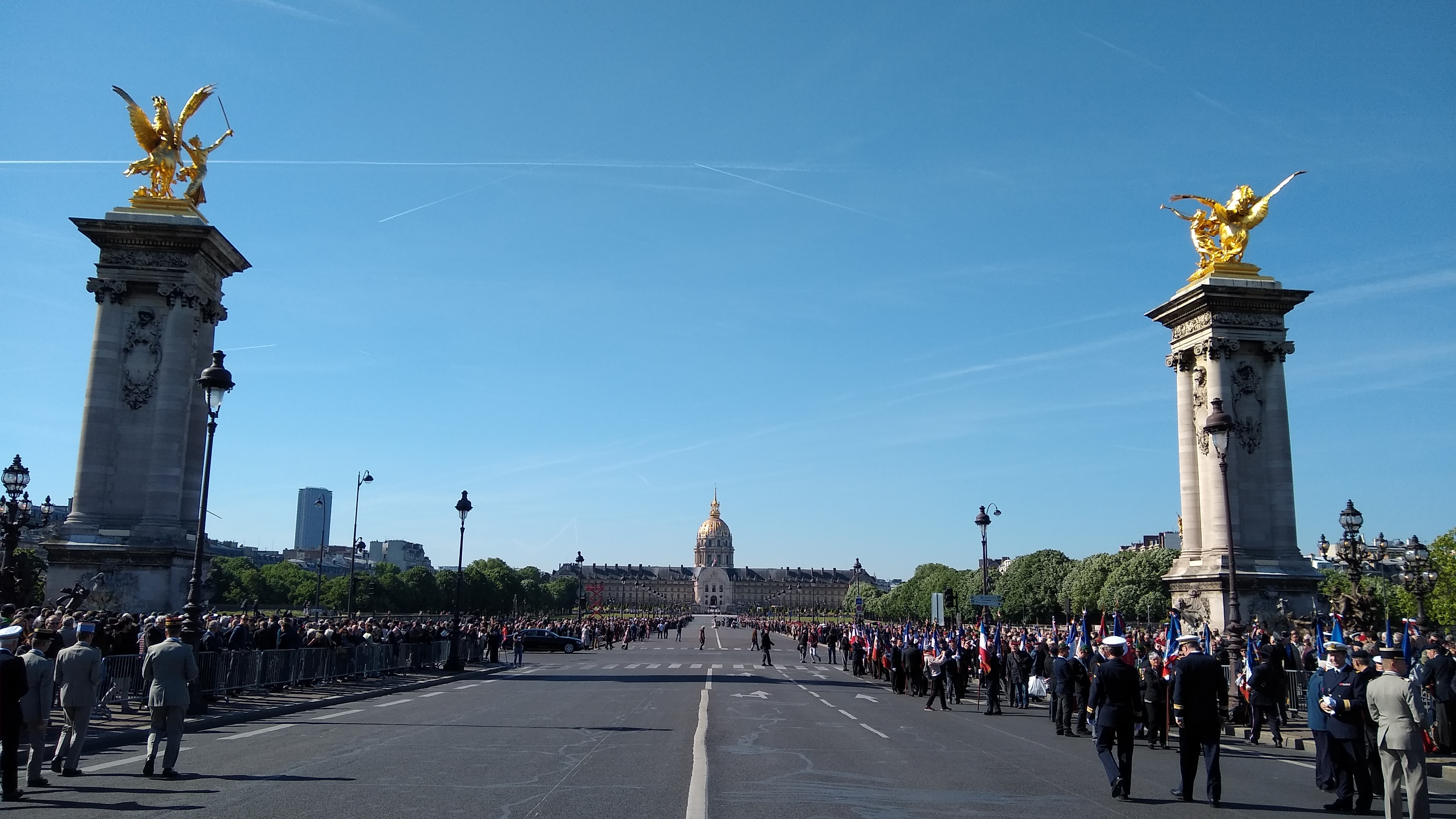
Hommage national tenu le 2 décembre 2019 sur le Pont Alexandre-III (en fond : l'Hôtel des Invalides), pour les militaires tués en opération la même année.

La tenue d'un Hommage national est une décision prise par le président de la République, et qui est inscrite au Journal officiel de la République française (JORF). La cérémonie d'Hommage se déroule traditionnellement dans la Cour d'honneur de l'Hôtel des Invalides (qui est généralement réservée aux militaires décédés, toutefois des personnalités civiles y ont été honorées après leur mort) ou au Panthéon, où le cercueil du défunt est recouvert du drapeau national.
Le Chef de l'État (le président de la République) prononce un discours et leur éloge funèbre au cours d'une cérémonie codifiée (protocolaire).
Plusieurs autres dispositions peuvent s'ajouter à l'Hommage et sont prises à l’échelle du pays selon un décret prit par le président de la République : comme la mise en berne des drapeaux, la minute de silence, l'arrêt des activités des administrations pendant un jour ou plus ou encore la journée de deuil national.
La cérémonie d'Hommage national est semblable à la cérémonie des obsèques nationales, la seule différence étant que ces dernières (les obsèques nationales) relèvent d'un décret du président de la République et sont exclusivement à la charge de l'État.
De nombreuses personnalités ont été honorées après leur mort et à l'occasion de leurs obsèques, comme le Commandant Jacques-Yves Cousteau, Pierre Schoendoerffer, Stéphane Hessel, Robert Chambeiron, Jean d'Ormesson, Charles Aznavour ou encore Jean-Paul Belmondo. Par ailleurs, Johnny Hallyday a quant à lui eu droit à un Hommage populaire et non à un Hommage national.
Plusieurs personnalités politiques ayant marqué la scène politique : Pierre Mendès France (27 octobre 1982), Jacques Chaban-Delmas (13 novembre 2000), l'Abbé Pierre (26 janvier 2004), Aimé Césaire (6 avril 2011), Philippe Séguin (11 janvier 2010), Pierre Mauroy (11 juin 2013), Dominique Baudis (15 avril 2014), Robert Chambeiron (2 janvier 2015), Charles Pasqua (3 juillet 2015), Yves Guéna (8 mars 2016), Michel Rocard (7 juillet 2016), Simone Veil (5 juillet 2017), Jacques Chirac (29 septembre 2019), Jacques Delors (5 janvier 2024), Robert Badinter (14 février 2024) ont eu droit à un Hommage national,.

## Hommage national pour les militaires
L'hommage national est habituel pour les militaires tués dans l'exercice de leurs fonctions ou en opérations, comme pour les militaires tués en opérations extérieures tel que l'hommage le 26 juin 2017 d'Albéric Riveta, tué au Mali ou bien le gardien de la paix Xavier Jugelé, tué lors de l'attentat du 20 avril 2017 sur l'avenue des Champs-Élysées à Paris.
Les derniers en date sont :
- L'Hommage rendu aux Invalides, le 28 mars 2018 à Arnaud Beltrame, officier supérieur de gendarmerie, connu pour avoir donné sa vie après s’être volontairement substitué à une otage au cours de l’attaque terroriste du 23 mars 2018 ;
- L'Hommage rendu aux Invalides, le 14 mai 2019 aux maîtres Cédric de Pierrepont et Alain Bertoncello qui ont perdu la vie en libérant des otages retenus prisonniers dans un campement mobile djihadiste de l'État islamique au grand Sahara près de Gorom-Gorom, dans le nord-est du Burkina Faso[7]
- L'Hommage rendu aux Invalides, le 2 décembre 2019 aux treize militaires tués au Mali dans un accident d'hélicoptère.

Maxime Blasco, tué au Mali, reçoit un Hommage national aux Invalides, le 29 septembre 2021. Le 22 janvier 2022, le brigadier Alexandre Martin est tué au Mali lors d'une attaque au mortier qui a visé le camp militaire de l’opération Barkhane à Gao, il reçoit le 26 janvier suivant un Hommage nationalsur le Pont Alexandre-III et aux Invalides. Le 28 ou le 29 août 2023, le sergent Nicolas Mazier est mortellement blessé dans une embuscade de l'État islamique au sud de Kirkouk (Irak), un Hommage national lui est rendu en divers endroits le 5 septembre 2023,,. Un hommage national, présidé par le ministre de l'Intérieur démissionnaire Gérald Darmanin, est rendu le 2 septembre 2024 à Nice au gendarme Eric Comyn, mortellement blessé par un conducteur récidiviste dans les Alpes-Maritimes lors d'un contrôle routier. Le vendredi 11 avril 2025, une cérémonie d’hommage national, présidée par le ministre de l’Intérieur Bruno Retailleau, se tient en mémoire du capitaine Olivier Mariande, décédé en service le 7 avril lors d’une opération de sauvetage à Piau-Engaly.

## Liste d'hommages nationaux civils

### IIIeRépublique
Hors obsèques nationales. La liste démarre après les élections de 1877 et la fin de l'ordre moral.
- 1878 :
  - Claude Bernard
  - Aristide Denfert-Rochereau
- 1880 :
  - Adolphe Crémieux
  - Édouard Aymard
- 1881 : Justin Clinchant
- 1882 : Louis Blanc
- 1883 :
  - Alfred Chanzy
  - Henri Martin
- 1885 : Amédée Courbet
- 1887 : Paul Bert
- 1889 :
  - Benjamin Jaurès
  - Transferts au Panthéon à l'occasion du Centenaire de la Révolution de Lazare Carnot, Alphonse Baudin, François Séverin Marceau et La Tour d'Auvergne
  - Louis Faidherbe
- 1891 : Jules Grévy
- 1892 : Ernest Renan
- 1893 : Jules Ferry
- 1894 : Auguste Burdeau
- 1895 :
  - François Certain de Canrobert
  - Alexandre Martin
- 1896 : Jules Simon
- 1897 : Armand Rousseau
- 1902 : Paul-Édouard Arnoux
- 1904 : Théophile-Malo de La Tour d'Auvergne-Corret, cérémonie de remise du cœur
- 1905 : Pierre Savorgnan de Brazza
- 1908 :
  - Émile Zola
  - Edmond Guyot-Dessaigne
- 1911 :
  - Jean Brun
  - Maurice Berteaux
- 1912 : Henri Brisson
- 1913 : Alfred Picard
- 1914 : Marie-Georges Picquart
- 1915 : Rouget de Lisle, transfert des cendres aux Invalides
- 1916 : Joseph Gallieni
- 1920
  - Soldat inconnu
  - Léon Gambetta, transfert de son cœur au Panthéon
- 1921 : Camille Saint-Saëns
- 1922 : Paul Deschanel
- 1923 :
  - Théophile Delcassé
  - Charles de Freycinet
- 1924 :
  - Anatole France
  - Jean Jaurès, transfert au Panthéon
- 1925 :
  - Clément Ader
  - René Viviani
  - Léon Bourgeois
  - Jules Méline
- 1929 : Maurice Sarrail
- 1931 : Hommage aux maréchaux, généraux et amiraux de la première guerre mondiale
- 1934 : Pierre Pasquier et ses compagnons morts dans l'accident du trimoteur Émeraude
- 1935 :
  - Édouard Renard et ses compagnons morts dans un accident d'avion
  - Philippe Marcombes
- 1938 : Victimes de l'explosion du dépôt de munition de Villejuif

### Présidence de François Mitterrand
| Date              | Nom                  | Notes                                                                                         |
| ----------------- | -------------------- | --------------------------------------------------------------------------------------------- |
| 27 octobre 1982,  | Pierre Mendès France | Résistant. Ancien Président du Conseil des ministres français. Homme d’État.                  |
| 22 septembre 1988 | Henri Frenay         | Résistant et homme politique français.                                                        |
| 20 avril 1995,    | Marie Curie          | Physicienne et chimiste. Récipiendiaire du prix Nobel de physique et du prix Nobel de chimie. |
| 20 avril 1995,    | Pierre Curie         | Physicien. Récipiendaire du prix Nobel de physique.                                           |

### Présidence de Jacques Chirac
| Date              | Nom                                                                              | Notes |
| ----------------- | -------------------------------------------------------------------------------- | --- |
| 30 juin 1997      | Jacques-Yves Cousteau                                                            | Officier de la Marine nationale et explorateur océanographique.                                                                  |
| 13 novembre 2000  | Jacques Chaban-Delmas                                                            | Résistant, général de brigade et homme d'État.                                                                                   |
| 25 septembre 2001 | En hommage aux Harkis ayant combattu pour la France pendant la guerre d'Algérie. | En hommage aux Harkis ayant combattu pour la France pendant la guerre d'Algérie.                                                 |
| 3 juillet 2004    | George Sand                                                                      | Romancière, dramaturge, épistolière, critique littéraire et journaliste française. Hommage pour le bicentenaire de sa naissance. |
| 24 août 2005,     | Victimes de l'accident d'un avion de la West Caribbean                           | Hommage aux 160 victimes du crash, les 152 passagers venaient de Martinique.                                                     |
| 26 janvier 2007   | Abbé Pierre                                                                      | Prêtre catholique et homme politique français.                                                                                   |

### Présidence de Nicolas Sarkozy
| Date            | Nom                   | Notes                                                          |
| --------------- | --------------------- | -------------------------------------------------------------- |
| 17 mars 2008    | Lazare Ponticelli     | Dernier vétéran franco-italien de la Première Guerre mondiale. |
| 11 janvier 2010 | Philippe Séguin       | Haut fonctionnaire et homme d'État.                            |
| 6 avril 2011    | Aimé Césaire          | Poète et homme politique français.                             |
| 19 mars 2012    | Pierre Schoendoerffer | Romancier, réalisateur, scénariste et documentariste.          |

### Présidence de François Hollande
| Date             | Nom                                                          | Notes |
| ---------------- | ------------------------------------------------------------ | --- |
| 7 mars 2013      | Stéphane Hessel                                              | Diplomate, résistant, écrivain et militant politique. |
| 24 avril 2013    | François Jacob                                               | Biologiste et médecin français récompensé du prix Nobel de physiologie ou médecine. Résistant. |
| 11 juin 2013     | Pierre Mauroy                                                | Ancien Premier Ministre. Homme d'État. |
| 8 juillet 2013   | Alain Mimoun                                                 | Athlète. |
| 15 avril 2014    | Dominique Baudis                                             | Journaliste, écrivain et homme politique. |
| 2 janvier 2015   | Robert Chambeiron                                            | Résistant et homme politique. |
| 15 avril 2015    | Jean-Louis Crémieux-Brilhac                                  | Résistant et historien. |
| 27 mai 2015,     | Geneviève de Gaulle-Anthonioz                                | Résistante. Militante des droits de l'homme. |
| 27 mai 2015,     | Pierre Brossolette                                           | Résistant et Compagnon de la Libération. Il est l'un des principaux dirigeants et héros de la résistance intérieure française. Il est considéré comme l'un des principaux acteurs de l'unification de la résistance française. |
| 27 mai 2015,     | Jean Zay                                                     | Avocat et homme politique français. Jean Zay fonde notamment en tant que ministre de l'Éducation nationale et des Beaux-Arts le CNRS ou encore le festival de Cannes.                                                          |
| 27 mai 2015,     | Germaine Tillion                                             | Résistante et ethnologue française. |
| 3 juillet 2015   | Charles Pasqua                                               | Résistant et homme politique. |
| 27 novembre 2015 | Victimes des attentats du 13 novembre 2015.                  | Victimes des attentats du 13 novembre 2015. |
| 8 mars 2016      | Yves Guéna                                                   | Résistant. Haut fonctionnaire et homme d’État. Ancien Président du Conseil constitutionnel français |
| 3 avril 2016     | Alain Decaux                                                 | Historien. |
| 7 juillet 2016   | Michel Rocard                                                | Ancien Premier Ministre. Homme politique. |
| 15 octobre 2016  | Victimes de l'attentat de Nice                               | Victimes de l'attentat de Nice |
| 29 octobre 2016  | En hommage aux nomades internés en France entre 1940 et 1946 | En hommage aux nomades internés en France entre 1940 et 1946 |

### Présidence d'Emmanuel Macron
| Date              | Nom | Notes |
| ----------------- | --- | --- |
| 5 juillet 2017    | Simone Veil | Magistrate et femme d’État. |
| 22 septembre 2017 | Fred Moore | Ancien résistant, Compagnon de la Libération et député. Dernier chancelier de l'ordre de la Libération de 2011 à 2012                                                                                                |
| 8 décembre 2017   | Jean d'Ormesson | Écrivain, journaliste et philosophe. |
| 28 mars 2018      | Arnaud Beltrame | Officier de gendarmerie s’étant volontairement substitué à un otage au cours de l’attaque terroriste du 23 mars 2018 à Trèbes.                                                                                       |
| 12 juillet 2018   | Claude Lanzmann | Journaliste, écrivain et cinéaste. |
| 19 septembre 2018 | Hommage national aux victimes du terrorisme. La cérémonie est organisée aux Invalides par l'AfVT et se tient 29 ans après le vol UTA 772.           | Hommage national aux victimes du terrorisme. La cérémonie est organisée aux Invalides par l'AfVT et se tient 29 ans après le vol UTA 772.                                                                            |
| 5 octobre 2018    | Charles Aznavour | Auteur-compositeur-interprète, acteur et écrivain. |
| 29 septembre 2019 | Jacques Chirac | Ancien Président de la République française. Des obsèques nationales sont également organisées. |
| 28 février 2020   | Jean Daniel | Écrivain, journaliste et fondateur du Nouvel Observateur. |
| 21 octobre 2020   | Samuel Paty | Professeur d'histoire-géographie. |
| 29 octobre 2020   | Victimes de l'attentat de la basilique Notre-Dame de Nice.                                                                                          | Victimes de l'attentat de la basilique Notre-Dame de Nice. |
| 26 novembre 2020  | Daniel Cordier | Résistant, marchand d'art et historien. |
| 11 mars 2021      | Hommage national aux victimes du terrorisme. Cette journée est instituée par la commission européenne en référence aux attentats de Madrid de 2004. | Hommage national aux victimes du terrorisme. Cette journée est instituée par la commission européenne en référence aux attentats de Madrid de 2004.                                                                  |
| 9 septembre 2021  | Jean-Paul Belmondo | Acteur, cinéaste et directeur de théâtre. |
| 15 octobre 2021   | Hubert Germain | Résistant et homme politique. Dernier Compagnon de la Libération. |
| 27 avril 2022     | Michel Bouquet | Comédien et acteur. |
| 1er juin 2022     | Françoise Rudetzki | Militante française pour la défense du droit des victimes du terrorisme. |
| 2 novembre 2022   | Pierre Soulages | Peintre. |
| 8 mars 2023       | Gisèle Halimi | Femme politique et militante féministe. |
| 25 mai 2023       | Steven Greblac, Paul Medeiros, Manon Raux | Policiers affectés au commissariat de Roubaix tués dans un accident de la circulation le 21 mai 2023 dans l'exercice de leurs fonctions. L'Hommage national leur est rendu à l'École nationale de police de Roubaix. |
| 7 juillet 2023    | Léon Gautier | Membre du commando Kieffer. Homme militaire et fusilier marin des Forces françaises libres |
| 25 août 2023      | Jean-Louis Georgelin | Ancien chef d'État-Major des armées. Superviseur de la reconstruction de la Cathédrale Notre-Dame de Paris. |
| 3 octobre 2023    | Hélène Carrère d'Encausse | Historienne et femme politique. Secrétaire perpétuel de l'Académie française (1999-2023). |
| 5 janvier 2024    | Jacques Delors | Homme d'État. Ancien président de la commission européenne. |
| 7 février 2024    | Victimes françaises (tuées ou prises en otages) des attaques du Hamas le 7 octobre 2023.                                                            | Victimes françaises (tuées ou prises en otages) des attaques du Hamas le 7 octobre 2023. |
| 14 février 2024   | Robert Badinter | Juriste. Ancien Président du Conseil constitutionnel français. Ancien Garde des Sceaux, dont l'acte majeur est l'abolition de la peine de mort.                                                                      |
| 11 mars 2024      | Hommage aux victimes françaises des attaques terroristes à Arras dans le cadre de la Journée nationale d’Hommage aux Victimes du terrorisme.        | Hommage aux victimes françaises des attaques terroristes à Arras dans le cadre de la Journée nationale d’Hommage aux Victimes du terrorisme.                                                                         |
| 20 mars 2024      | Philippe de Gaulle | Fils de Charles de Gaulle, Amiral puis Sénateur français. Écrivain. |
| 15 avril 2024     | Maryse Condé | Journaliste, professeure de littérature et écrivaine française. |
| 22 mai 2024       | Fabrice Moello et Arnaud Garcia | Hommage aux deux agents pénitentiaires tués dans l'attaque de leur fourgon à Incarville. La cérémonie a lieu à l’ancienne maison d’arrêt de Caen, elle est présidée par le premier ministre Gabriel Attal.           |
| 23 décembre 2024  | Victimes du cyclone Chido à Mayotte. | Victimes du cyclone Chido à Mayotte. |
| 27 janvier 2025   | Valérie André | Médecin militaire, résistante et première femme général de l'armée française. |